# Rhine (Géorgie)
Pour les articles homonymes, voir Rhine.
Rhine est une ville américaine située dans le comté de Dodge, en Géorgie. Selon le recensement de 2020, sa population est de 295 habitants.